# Empalamento

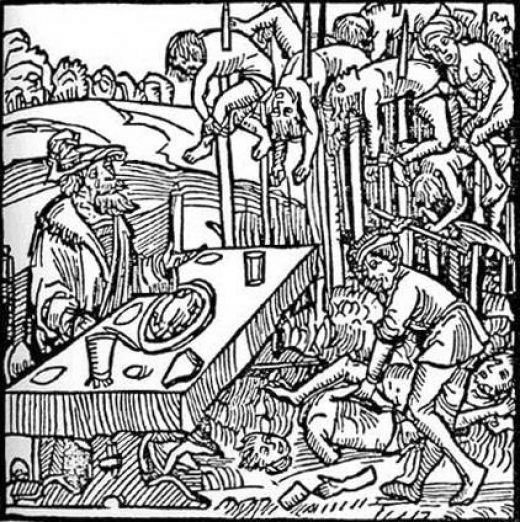
Xilogravura representando Vlad, o Empalador durante um empalamento em massa.

Empalamento ou empalação (do latim palus, estaca ou mastro) é um método de tortura e execução que consistia na inserção de uma estaca que atravessasse o corpo do torturado (podendo ser, em alguns casos particularmente sádicos, pelo ânus, vagina, ou através de qualquer outra parte do corpo), até à morte do torturado. A vítima, atravessada pela estaca, era deixada para morrer sentindo dores terríveis, agravadas pela sensação de sede.
Esse tipo de tortura, altamente cruel, foi vastamente utilizada por diversas civilizações no mundo inteiro, sobretudo da Arábia e Europa. Os assírios, conhecidos por inventarem diversos métodos de tortura dos mais cruéis, séculos antes de Cristo, empalavam prisioneiros de guerra, bem como civis que cometiam certos crimes. Diz a lenda que o monarca assírio Assurbanípal apreciava assistir a sessões de empalamento, enquanto fazia suas refeições.
O método foi muito utilizado pelo conde romeno Vlad da Valáquia, que ganhou fama por empalar seus inimigos e ficou conhecido pelo titulo o Empalador (Vlad, o Empalador) ou, em romeno, Vlad Ţepeş. Vlad, que também parecia apreciar as empalações em seus horários de refeições, inspirou Bram Stoker para seu notório livro Drácula.
Os turcos otomanos empregavam este método para punir cristãos que falassem algo contra Maomé, que tivessem alguma relação com uma mulher muçulmana, ou que tivessem entrado em uma mesquita. Soleyman, o jovem muçulmano que assassinou o General Kleber no Egito, foi empalado diante das tropas francesas; ele morreu após vários dias, sofrendo os piores tormentos, com aves de rapina comendo sua carne.